# Miss Surda Brasil
Miss Surda Brasil é um concurso de beleza feminino realizado anualmente voltado para candidatas com deficiência auditiva. O primeiro concurso de beleza nacional à eleger, dentre os respectivos estados que participam ativamente de cada edição, a melhor miss surda que represente o Brasil no Miss Deaf World e Miss Deaf International teve início em 2012. A atual coordenadora do evento é também a primeira Miss Brasil Beleza Internacional 2008, Vanessa Lima Vidal.

## Miss Surda Brasil Mundo
| Ano  | Vencedoras    | Estado              | Colocação            | Ref   |
| 2011 | Vanessa Vidal | Ceará               |                      |       |
| 2012 | Bruna Barroso | Ceará               |                      | [ 2 ] |
| 2013 | Thaisy Payo   | Paraná              | MISS DEAF WORLD 2013 | [ 3 ] |
| 2014 | Isabel Maia   | Rio Grande do Norte | 2º. Lugar            | [ 4 ] |

### Títulos Por Estado
| Títulos | Países              | Vitórias   |
| 2       | Ceará               | 2011, 2012 |
| 1       | Rio Grande do Norte | 2014       |
| 1       | Paraná              | 2013       |

## Destaque Internacional
- O primeiro título mundial veio em 2013 quando a paranaense de Umuarama, Thaisy Payo desbancou mais de trinta candidatas em um evento internacional realizado em Praga, na República Tcheca em Julho do mesmo ano. A brasileira se preparou significativamente para a competição e levou o honroso título internacional de Miss Deaf World. Ela honrará o título por um ano, tempo estimado de seu reinado. É a primeira e única coroa internacional do país neste tipo de competição.[5]
- O segundo título internacional brasileira veio também no ano de 2013 quando a mineira Laís Gonçalves, que representou tão bem o estado do Mato Grosso do Sul no certame nacional, ficou em segundo lugar e obteve o direito de representar seu país no Miss Deaf International, realizado na Bulgária. Entre vinte candidatas, a vitória brasileira era certa. Tal fato se consagrou quando a candidata brasileira venceu. A vencedora da competição feita pela entidade é como um embaixador entre as pessoas com essa deficiência, ela reinará por um ano.[6]

## Miss Surda Brasil Internacional
| Ano  | Vencedoras         | Estado             | Colocação           | Ref   |
| 2010 | Vanessa Vidal      | Ceará              | 5º. Lugar           |       |
| 2011 | Ariana Martins     | Santa Catarina     | 2º. Lugar           | [ 7 ] |
| 2012 | Reanny de Oliveira | Mato Grosso        | 2º. Lugar           | [ 8 ] |
| 2013 | Laís Gonçalves     | Mato Grosso do Sul | MISS DEAF INT. 2013 | [ 3 ] |
| 2014 | Larissa Bianca     | Rio Grande do Sul  | TBD                 | [ 9 ] |

### Títulos Por Estado
| Títulos | Países             | Vitórias |
| 1       | Rio Grande do Sul  | 2014     |
| 1       | Mato Grosso do Sul | 2013     |
| 1       | Mato Grosso        | 2012     |
| 1       | Santa Catarina     | 2011     |
| 1       | Ceará              | 2010     |